# Eddie Murphy (schaatser)
Edward S. Murphy (La Crosse (Wisconsin), 1 februari 1905 - Bellwood (Illinois), 20 september 1973), beter bekend als Eddie Murphy, was een Amerikaans langebaanschaatser. Hij won bij de Olympische Winterspelen van 1932 in Lake Placid de zilveren medaille op 5000 meter.
Murphy werd geboren in Wisconsin maar groeide op in Chicago (Illinois). In maart 1921 viel zijn schaatstalent al op toen hij bij de beste 18 eindigde van de schooljeugd van Chicago.
Eddie Murphy nam deel aan twee Olympische Winterspelen, die van 1928 in Sankt Moritz en die van 1932 in Lake Placid. In 1928 werd hij op de 500 meter tiende, op de 5000 meter veertiende en op de 1500 meter behaalde hij de vijfde plaats.
Er werd in 1932 gestart met meerdere schaatsers tegelijk in de baan, de zogenoemde massastart of "pack-style". Eerst werden er voorrondes verreden, waarvan de beste vier naar de finale gingen. In de voorronde van de 5000 meter werd Murphy tweede achter zijn landgenoot Irving Jaffee die finishte in een tijd van 9 minuten en 52 seconden. In de finale was Jaffee met 9 minuten en 40,8 seconde wederom de enige die hij voor zich moest dulden en Murphy won dus het zilver.
In 1932 nam hij ook deel aan het WK Allround, maar hij speelde daarin geen grote rol. Ook niet op zijn beste afstanden 5000 en 1500 meter. Op 5000 meter werd hij 23e van de 27 deelnemers, op 1500 meter behaalde hij zijn beste uitslag, hij werd 8e. Op de 500 meter werd hij zestiende. Die uitslagen wel voldoende om op de laatste afstand, de 10.000 meter mee te doen. Op die afstand werd hij achttiende, van de twintig overgebleven rijders. In de eindstand van het WK Allround werd hij zestiende.

## Resultaten
| Jaar | WK Allround | Olympische Spelen           |
| ---- | ----------- | --------------------------- |
| 1928 |             | 10e 500m 5e 1500m 14e 5000m |
| 1932 | 16e         | 1500m                       |